# Panurgus pici
Panurgus pici är en biart som beskrevs av Pérez 1895. Panurgus pici ingår i släktet fibblebin, och familjen grävbin. Inga underarter finns listade i Catalogue of Life.